# フォントノワの戦い (1745年)
フォントノワの戦い（仏: Bataille de Fontenoy）は、1745年5月11日に行われたオーストリア継承戦争における会戦である。フランス軍と、イギリス、ネーデルラント連邦共和国（オランダ）、オーストリアの連合軍が戦い、フランス軍が勝利した。フォントノアの戦い、フォントネーの戦いの表記も見られる。この戦いは当時の戦争における雰囲気をよく伝えるエピソードで知られ、歴史の中でしばしば引き合いに出される。

## 背景
1745年、オーストリアの継承問題から始まったこの戦争は既にその性格を変え、各国の勢力争いに転化していた。フランスはバイエルン支援の困難さとプロイセンへの不信感からドイツ方面での戦役に見切りをつけ始めていたが、1月に神聖ローマ皇帝カール7世が死去し、4月にバイエルンがフュッセン条約でオーストリアと単独講和するに至るとこの方面への関心を完全に失った。そしてイタリア方面と南ネーデルラント方面に注力する姿勢を示した。
フランスは主戦力をネーデルラントに指向し、前年にオーストリア軍のアルザス侵入で頓挫した大規模な攻勢を再度企画した。指揮官にはモーリス・ド・サックスが起用され、軍長老であるアドリアン・モーリス・ド・ノアイユは自ら補佐にまわった。更にフランス国王ルイ15世はまだ十代の王太子ルイ同伴で親征の姿勢を示した。フランスの方針は、スヘルデ川を下ってネーデルラントを中央から東西に分断しつつ、西半部の諸都市を攻略占領するというものだった。既に前年の戦役でメニン、イープル、フールネは占領されており、サックスは今年の戦役で一挙にフランドル全域の攻略を図った。
一方、ネーデルラントを守るのは、国事軍を号するイギリス、ハノーファー合同軍と、オランダ軍およびオーストリアのネーデルラント守備隊による連合軍で、このうちオーストリア軍は数が少なく、オーストリア領を戦場とするものの主力となるのはイギリス軍だった。オーストリアが戦力を対プロイセン戦に投じてネーデルラントを顧みない一方で、ネーデルラントへのフランスの侵食はイギリスが一番嫌うところであったから、この方面の戦役はイギリスが主導した。総指揮は先のデッティンゲンの戦いで活躍したカンバーランド公ウィリアム・オーガスタスが執り、まだ若いカンバーランドをリゴニアー伯が補佐した。フランス軍の集結が始まったとの報告を得ると各々分散して冬営していた連合軍もブリュッセルに集結、フランス軍の出方を窺った。
サックスの目的はスヘルデ川沿いの要塞都市トゥルネーの攻略だったが、これを成功させるためにまず陽動を行うことから今年の戦役を始めた。4月、フランス軍はスヘルデ川上流ヴァランシエンヌに集結したが、ヴァランシエンヌの東でモンスの南にあるモブージュにも軍を集結させた。このため連合軍はフランス軍の目的はモンス攻略ではないかと警戒していたところ、モブージュよりモンスを目指してデストレ公の軍が北上を開始、連合軍はモンスこそフランス軍の目標と考えて同地に向け進軍を始めた。
しかしこれはサックスの陽動であって、モンスへの欺瞞的な進軍が行われている間に主力部隊はヴァランシエンヌからスヘルデ川の両岸を下ってトゥルネーに接近、4月25日、フランス軍はトゥルネーに到着して包囲を開始し、トゥルネーを守備していたオランダ軍は準備不足のまま包囲戦に突入した。一方デストレ軍は陽動の役目を果たすとすぐ引き下がって本隊に合流した。30日、包囲が完成してトゥルネー攻撃が開始されるが、サックスは包囲戦の指揮をレーヴェンダールに任せ、自身は包囲軍を援護し、連合軍を迎え撃つための陣地の選定に取り掛かった。
陽動の成功によってサックスには戦場を選び、準備して敵を待ち構える十分な余裕があり、検討の末にトゥルネー南東にあるスヘルデ河畔の町アントアンとその東にあるフォントノワの周辺を決戦場と定めた。5月8日にルイ15世と王太子を軍に迎え、サックスは部隊をフォントノワに集結させて野戦築城を開始した。トゥルネーの攻城はブレゼが指揮を執って継続し、スヘルデ川に渡した橋の守りにも一定数の部隊が置かれた。
対する連合軍は陽動のために反応が遅れ、トゥルネー包囲を妨害できなかった。カンバーランドはモンス途上のソワニェでトゥルネー攻撃を知り一旦停止したが、トゥルネーの陥落を座視することはできず、西に転進してその救出を目指した。かくして連合軍はトゥルネーへの道上で待ち構えるフランス軍の陣地に断固攻撃をかけなければならなかった。

## 戦闘

### 展開

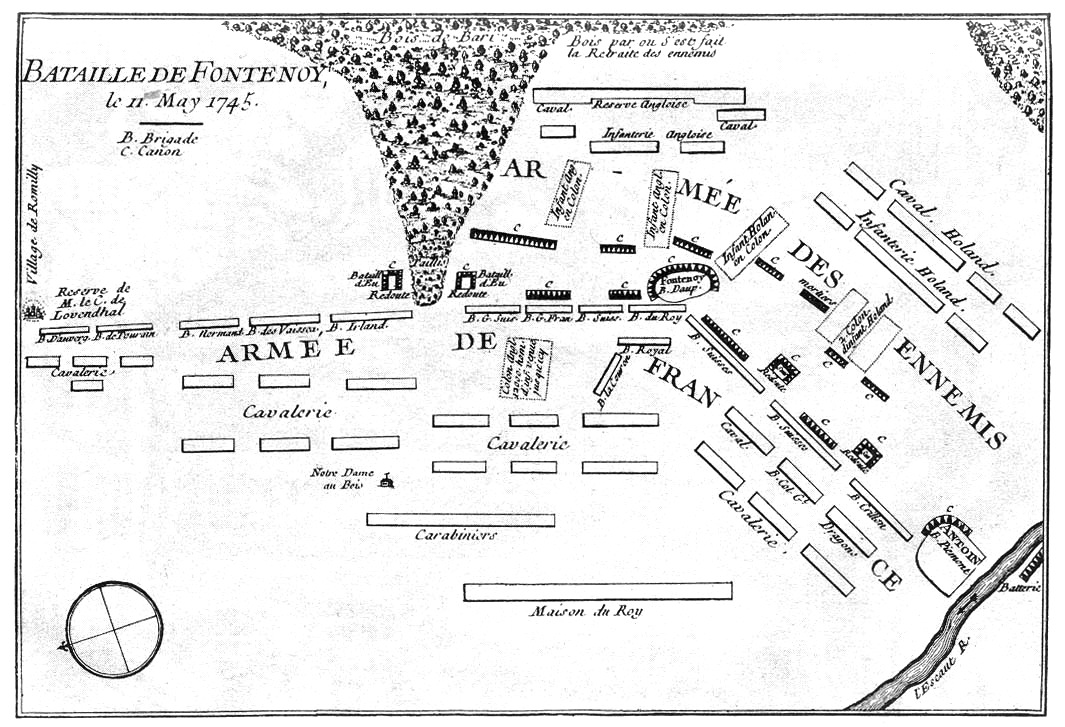
フォントノワの戦い配置図。上が連合軍、下がフランス軍。

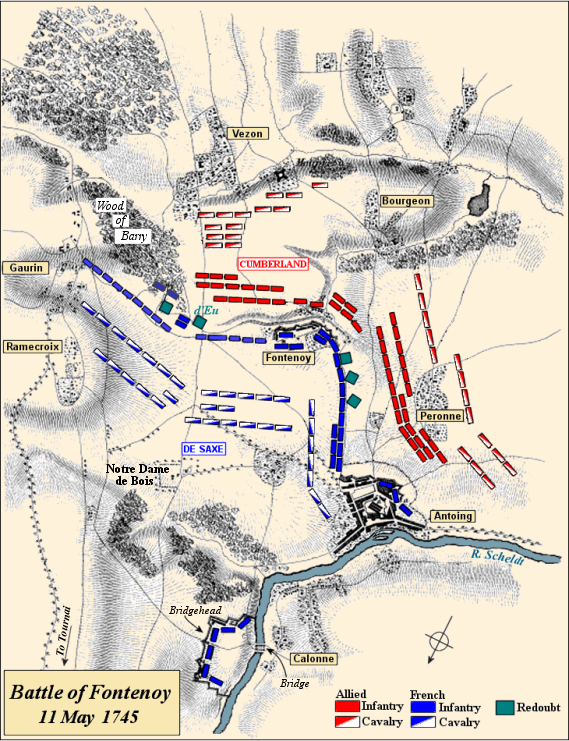
詳細図。赤が連合軍、青がフランス軍。

フランス軍は、スヘルデ川右岸の町アントアンと、その東にあるバリーの森との間に陣を占めて南を正面とした。そして森と川に左右を託して両側面を安全なものとし、正面ではアントアンから、中間にあるフォントノワの村で折れてバリーの森に走るL字型の戦列を敷いた。騎兵部隊は歩兵戦列の背後に控え、その背後の丘から国王は戦闘の行方を見守った。サックスはアントアンとフォントノワを城砦化して戦列の要とし、特に中央のフォントノワには多くの兵を入れた。これに加えて戦列右翼ではアントアン - フォントノワ間に堡塁を3つ築いて戦列をさらに強化し、一方の左翼では、バリーの森の中を通る道を敵が使用する可能性に備えて森の西端部を伐採し、砲の射界を確保した上で森の出口に堡塁を2つ築いた（ウー堡塁）。
ところでフランス軍は、アントアン - フォントノワ間には堡塁を3つも築いたのに、フォントノワ - バリー間には堡塁を置かなかった。これはサックスの誘いであって、連合軍が左翼を弱点とみて攻めてくれば、正面と、ウー堡塁と、フォントノワの3方向から砲撃を集中して大打撃を与える算段だった。サックスはウー堡塁の背後に予備戦力を置き、更に森の中にも部隊を送って潜ませた。
この戦いより先、ノアイユはデッティンゲンの戦いで見たよく撃ちよく耐えるイギリス軍の精強さを王に報告し、サックスとノアイユは現在のところフランス軍歩兵はイギリス軍歩兵に対し劣位にあるという認識で一致していた。そのためサックスは冬の間諸部隊に猛訓練を課して錬度不足の解消に努めたが、なおイギリス軍歩兵の攻撃力を警戒してこのような周到な作戦を立てた。戦いの前夜、国王はポワティエの戦い以来、フランスの王が王太子と共に戦いに臨んだことはなく、（聖王ルイ以来）イギリス軍を打ち破った王もいない。余はその始めの王となりたいと述べた。
5月10日、連合軍部隊がフォントノワに到着し、陣地外に展開していたフランス軍と小競り合いを行った。サックスは外縁の部隊を退かせて陣地内に収容し、夜までに連合軍は全部隊が到着を完了してフォントノワの東から南東にかけて布陣した。サックスの目論み通りカンバーランドはフランス軍左翼を弱点と見て、ここに攻勢をかけることに決めた。アントアンからフォントノワにかけてのフランス軍はオランダ軍で押さえつつ、フォントノワをオランダ軍の主力で攻撃すると同時に、イギリス軍とハノーファー軍がフォントノワ - バリー間に突進してフランス軍の戦列を突き崩したら、敵戦列後方に傾れ込んで敵を囲い込み、もしくはそのままスヘルデ川に追い落とす作戦であった。数の少ないオーストリア軍はイギリス軍の援護として控えることになった。
この時ケーニヒスエッグとリゴニアーは、フランス軍の陣地はあまりに堅固であると言って作戦に反対した。ベテラン組の彼らは、しばらくは砲戦と限定的な攻撃を仕掛けるだけに留め、サックスを不安にさせてトゥルネーの包囲軍から兵力を引き抜かせることができればそれだけでトゥルネーへの支援になるという意見だったが、カンバーランドはこれを退け、バリーの森が側面に対して脅威なので事前に対処すべきという助言にも注意を払わなかった。これはカンバーランド自身が敵弾を恐れない性質であるところに加えて、デッティンゲンの経験によりイギリス軍の強さに非常に自信を持っていたことが判断に影響していた。連合軍は休息を経て深夜2時から攻撃準備に移行した。

### 連合軍の攻撃

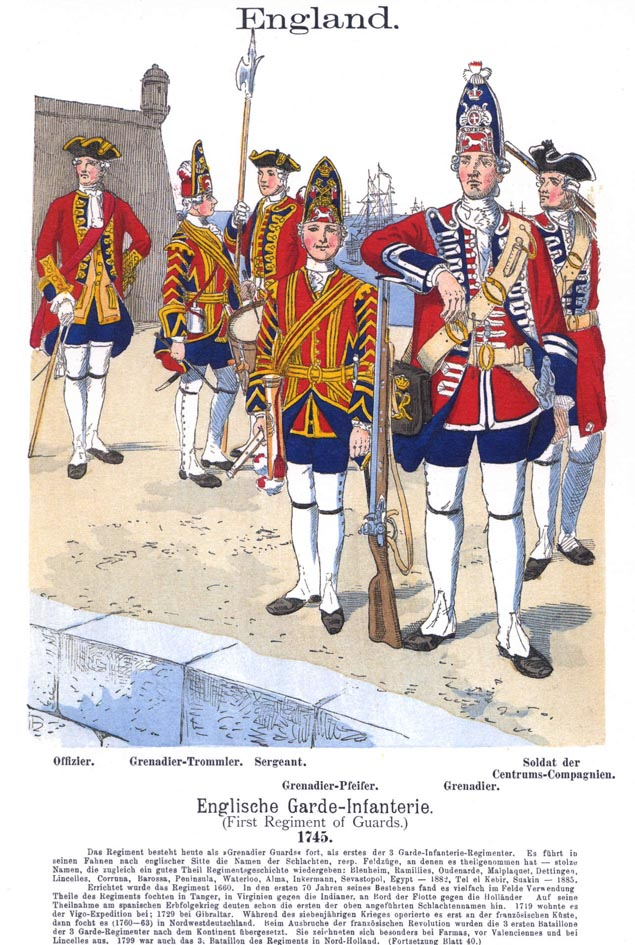
イギリス第1近衛歩兵連隊。中央の少年は笛手。

5月11日午前5時すぎ、両軍の間で砲戦が交わされ、会戦が開始された。数時間かけて連合軍がフランス軍に相対した戦列を形成し終えた後、午前9時頃から各々の面で同時に攻撃が始まり、イギリス軍も攻撃前進を開始したが、カンバーランドの作戦は最初まったく上手くいかないように見えた。まず、ヴァルデック侯の指揮するフォントノワへの攻撃はオランダ軍の主力でもって行われたが、フォントノワからの強力な砲撃によって大損害を被って頓挫し、ハノーファー軍の一部も加わった2度目の攻撃も同様に失敗した。連合軍は砲を集中して運用することをしなかったので、ヴァルデックの手持ちの砲兵だけでは防御工事の施されたフォントノワに有効な打撃を与えられず、フォントノワからのフランス軍の砲撃は会戦を通じて常に活発であり続けた。次に連合軍左翼では、フォントノワ攻撃に加わらなかった残りのオランダ軍部隊によりフォントノワ以西のフランス軍に対する牽制攻撃が試みられたが、ここでもフランス軍の強力な砲撃を受けて早々に後退し、役目を果たせなかった。
一方フォントノワ以北では、敵戦列への攻撃前進を期してイギリス軍の歩兵戦列がフランス軍に接近していた。この時カンバーランドは、このまま前進するとバリーの森やその向こうのウー堡塁から側面を攻撃されることになると気付いた。そこでカンバーランドはインゴールズビィに、本隊の前進に先駆けてバリーの森に入り、森の中を進んでウー堡塁を攻略せよと命じた。しかしインゴールズビィの旅団が森に接近すると、潜んでいたフランス軍軽歩兵部隊の待ち伏せ攻撃を受けて追い返された。インゴールズビィはカンバーランドに砲を要求し、森に対して砲撃を行った。フランス兵が森の淵から後退したのでインゴールズビィはもう一度森の中に入ろうとしたが、またも攻撃を受けてやはり追い返された。
結局、イギリス軍は右にも左にも敵の有力な拠点を残したまま攻撃に踏み切ることになった。一方のサックスも、カンバーランドが自分の狙い通りに攻めてきたにもかかわらず戦況を楽観視してはいなかった。オランダ軍を撃退して配下の将校がさっそく祝辞を述べた時、サックスは、まずイギリス軍と戦わないことには何も言えない、彼らは簡単には下せないだろうと答えた。そしてこのときサックスは病気が重く、駕籠馬車に乗って指揮を執っていたが、体の無理を押して騎乗し、カンバーランドを待ち構えた。

### イギリス軍の攻撃前進

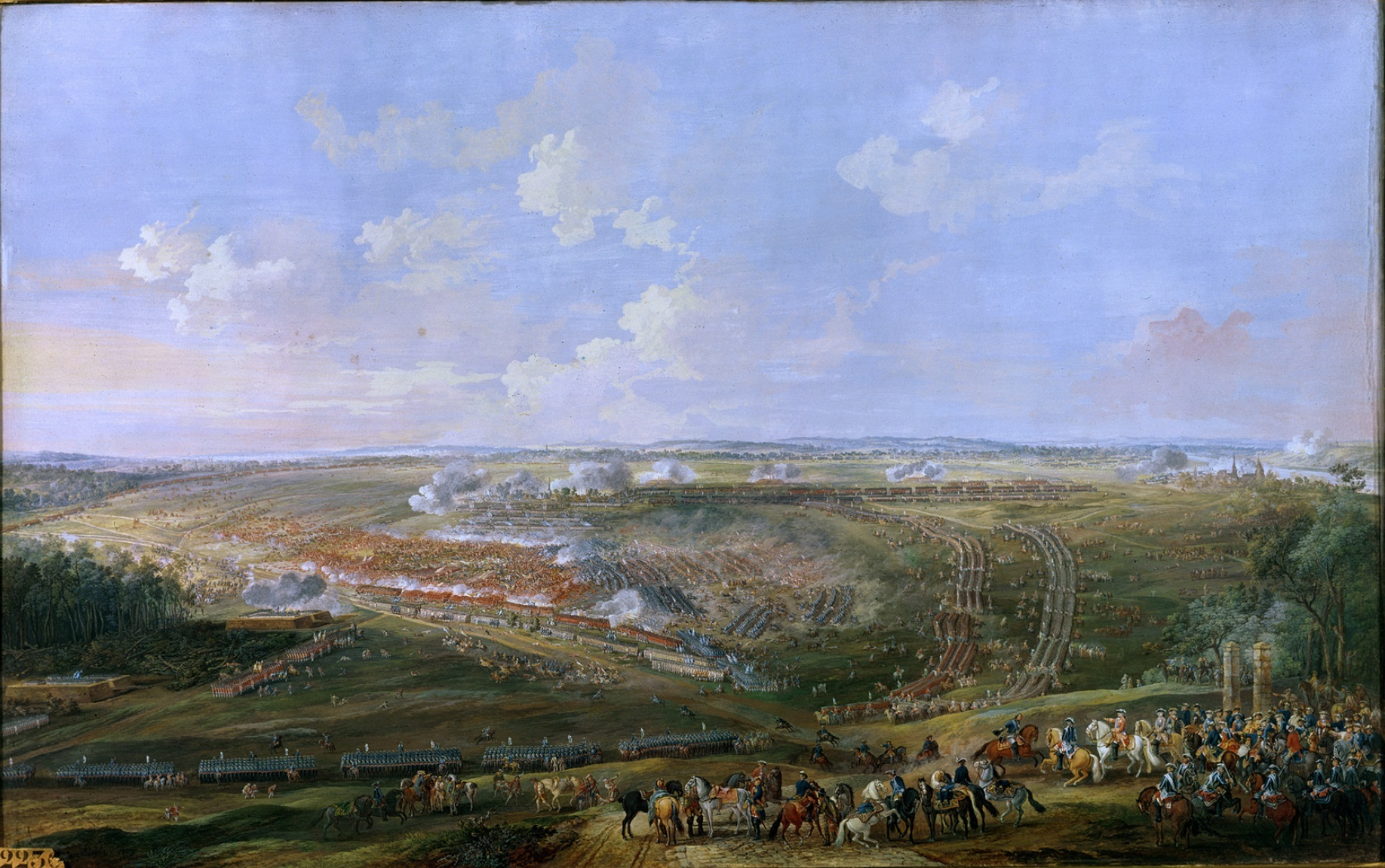
フォントノワの戦い。手前がウー堡塁。奥左側がフォントノワ。右がアントアン。イギリス軍は強力に攻め込んでみせたが、ために三方から集中攻撃を受ける形になった。

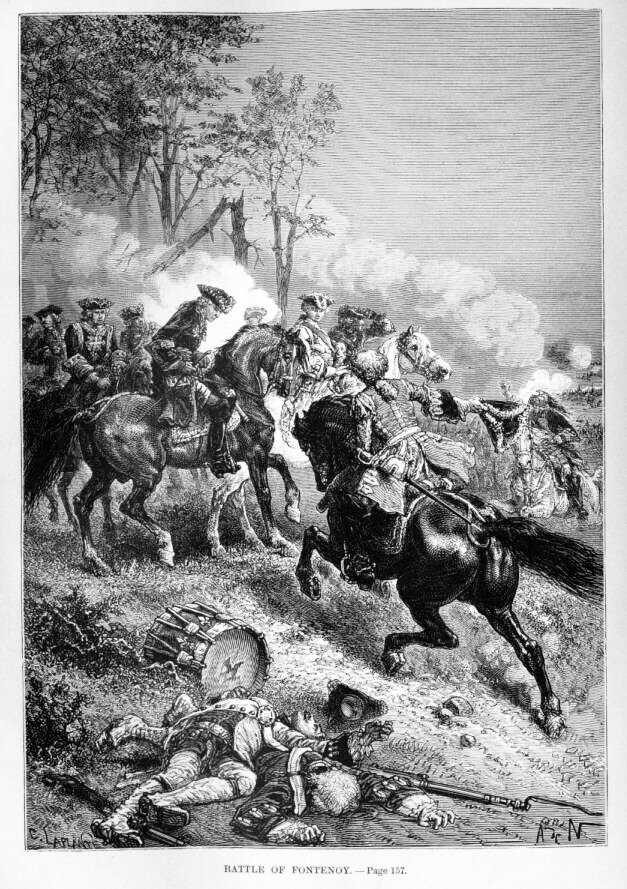
サックスより派遣され、国王父子に戦場からの退避を勧めるムーズ侯。

午前10時頃、カンバーランド率いるイギリス・ハノーファー連合軍はフランス軍戦列に向かい攻撃前進を開始した。展開する空間の無い騎兵部隊は歩兵により突破口が開くのを待って後方に控えた。イギリス軍の接近に対し、フランス軍は砲火力の集中で応え、イギリス軍は正面および左右両翼からの猛砲火に見舞われた。イギリス軍も目指す前方の敵戦列に砲撃を行い、グラモン公を戦死させるなど正面にはある程度の損害を与えたが、両側面からはひたすら一方的に撃たれた。兵士達は砲弾によって「残酷にバラバラにされ」、葡萄弾によって「収穫されるトウモロコシよろしく薙ぎ倒された」
しかしここでイギリス軍はサックスの予想を上回る頑強さを発揮、砲弾による死傷者続出にもかかわらず戦列を維持したまま前進を続けてフランス軍戦列に接近した。この戦いでレッドコートの行ってみせた攻撃前進は、18世紀の会戦における最も素晴らしい戦列行進の一つとされる。カンバーランドはリゴニアーが諫めるのを聞かずに自ら軍の先頭に立って行進を導き、砲煙弾雨に身を曝して恐れるところがなかった。この行動はイギリス軍の将兵を大いに鼓舞したが、指揮統率の面から見るとカンバーランドは連合軍の総指揮官としての役割を放棄したに等しく、連合軍は指導者を欠いて各軍各個に戦闘している状態に陥った。
フランス軍戦列との距離を縮めたイギリス軍は、牽引してきた砲を最前列に出して射撃態勢に移ろうとした。これを見てフランス軍は、まず一部の兵を戦列から出して攻撃を行わせ、イギリス軍の砲を奪取しようとしたが、イギリス軍の反撃にあってフランス兵は戦列に逃げ戻った。次いでフランス軍戦列全体が攻撃に動き、自ら距離を詰めにかかった。イギリス軍も相対した射撃戦の隊形をとり、お互いわずか50歩の距離で停止した。この時フランス軍戦列のフランス近衛連隊とイギリス軍の第1近衛歩兵連隊がかちあって、有名な場面となるのである。午前11時頃であった。
イギリス軍が行う交互一斉射撃の威力は大変強力なもので、フランス軍は敵わずにずるずると後退した。サックスはイギリス軍の前進が明らかになった段階で、ウー堡塁の背後に置いていた予備を移動させ、アントアン - フォントノワ間からも部隊を抽出して戦列の強化に着手していたが、彼らが到着する前に現存の戦列がイギリス軍に突破されそうになっていた。序盤から一転して戦況はイギリス軍有利と思われるようになり、リゴニアーは自軍の勝利を確信していた。
ヴォルテールが書くところでは、この時サックスはムーズ侯を遣わして、国王に、私が全力を尽くして軍を立て直しますので王太子を連れてスヘルデ川左岸へ退避していただきたいと進言したところ、国王は、サックスは必ずやその務めを果たすと信じているのでここに留まると答えたということになっている。しかしこれはヴォルテールの脚色であって、実際のやり取りはこれとはやや異なっていたとされる。まずはじめ、戦況の変化を憂慮したノアイユが国王に退避を勧めたところ、国王は上述の言葉でこれを断った。またしばらくして退避を勧められた時にサックスが参上、戦況の変化に焦り、国王が戦場から離脱すれば軍の士気が崩壊すると恐れていたサックスは、国王から戦況如何と聞かれて思わず「負け戦だと思っている馬鹿はどいつだ！」と国王付の将官連に向かって怒鳴ってしまった。
そんなこともあったが、サックスは必ずしも会戦の先行きを絶望視していなかった。フォントノワとウー堡塁が健在である限り、イギリス軍が戦闘正面を拡大出来ないことをサックスは良く承知しており、この時点でまだ戦闘に投入されていない戦力を多数有していた。サックスは、イギリス軍のこれ以上の突入を許さなければ十分に再逆転は可能であると状況を正しく捉え、実際にそう対処していた。そして国王も、サックスを信じて戦場に留まることを選択した。

### フランス軍の反撃
両堡塁間のギャップに押し入ることに成功したイギリス軍であるが、敵戦列を押し崩そうとするものの、ある程度まで行ったところで進撃速度が低下するようになった。前面の戦列を順調に後退させることができても、左右両側面に堡塁と、堡塁に支えられたフランス軍部隊を残しているため、イギリス軍の陣形は四角形の三辺にそれぞれ戦列を設けて敵に相対する配置となって正面への攻撃力が低下した。対してフランス軍の戦列は激しく湾曲しつつも連結の維持に成功し、周辺から駈けつけた部隊が随時穴を埋めたので、後退する正面部隊と左右両拠点との繋がりは途切れなかった。結果としてフランス軍の戦列は馬蹄型となり、敵に押し込まれているのが、逆から見るとイギリス軍を包み込むかのような配置となった。
後退するフランス軍戦列は後ろに控えていた騎兵戦列の位置に近づき、フランス軍騎兵はイギリス軍に対して数度に渡って突撃をかけた。しかしイギリス軍は強力な火力発揮によってこれをすべて跳ね返すことに成功した。この攻撃によってイギリス軍の進撃はさらに鈍化したものの、それでも彼らはなお止まらずに前進を続けており、対してフランス軍の歩兵予備が展開を終えるまでにはあと少しの時間を要した。イギリス軍の方でもひたすら砲弾を浴びせられている状況は変わっておらず、どこかの部隊が崩れそうになるとカンバーランドは自ら駈けつけてその部隊を立て直した。カンバーランドはオランダ軍にもう一度フォントノワを攻撃させて戦況の優位を確定的なものにしようとしたが、オランダ軍は砲撃のために戦意を喪失気味で、まったく動かないか、あるいは攻撃に出てもすぐに後退して役に立たなかった。イギリス軍の歩兵が健闘している間、イギリス軍の騎兵はずっと後方に待機しており、カンバーランドは彼らを有効に用いなかった。
フランス軍の司令部では、撃退され、編成の乱れた騎兵部隊が国王のいる所まで後退してくるような状況を見て、周辺の将軍達がまたも国王に避難を促すようになった。その時、戦場を駆け巡って埃まみれになったリシュリューが息を切らせ剣を片手に握ったまま国王の元に駆けて来た。
リシュリューは国王の陣所を守るために置かれていた砲4門を貰い受けて敵の正面に据え、最後まで残されていた国王の護衛部隊メゾン・ドゥ・ロワの投入を求めた。国王はこれを認め、リシュリューは彼らを率いて敵の前面に突撃した。ヴォルテールは『1741年戦争史』でその経緯を上のように書いたわけであるが、この描写がどこまで実際のやり取りに沿っているのかは疑問とされる所で、これだけ見ると他の将軍達は皆役立たずでリシュリューだけが勝利に貢献したように思えるが、Gandilhonは、ヴォルテールにはリシュリューの並外れて前向きな態度を読者に印象付けようとする意図があり、それはリシュリューがヴォルテールとは古い付き合いで、彼の保護者と見なされていたことと関係があるとの指摘を紹介している。しかし間違いないのは、リシュリューは戦況を冷静に捉えており、メゾン・ドゥ・ロワの突撃を指導したということである。この時王太子も剣を抜いて突撃に加わろうとしたが、周囲の者に止められて断念した。
リシュリューの突撃もイギリス軍を撃退するには至らなかったが、彼らの足は完全に止まり、イギリス軍は出血多量の限界に達して防御で手いっぱいとなっているのが傍目にも明らかとなっていた。攻守は逆転し、サックスはリシュリューに一度攻撃を中止させて態勢を整わせ、騎兵を正面に、歩兵を両側面に配置した上で三方からの一斉攻撃を図った。正面はリシュリューが担い、ウー堡塁の側はレーヴェンダール、フォントノワの側はビロン公が指揮した。この頃には有力な予備部隊であったアイルランド人旅団やノルマンディー旅団が展開を完了しており、フランス軍の歩兵は立ち直っていた。
午後1時頃、攻撃が開始された。イギリス軍は右翼からはアイルランド人旅団やノルマンディー旅団の猛攻を受け、正面からは騎兵に突撃された。この時アイルランド兵は「リメンバー・リムリック」と叫びながらイギリス軍に銃剣突撃をかけたと伝わる。サックスも病身であることを忘れジャンダルムリを自ら率いて突撃に加わった。少し遅れて左翼からも攻め立てられ、イギリス軍は袋叩きにされた。しかしイギリス軍はよく持ちこたえて総崩れになるようなことはなく、徐々に後退をはじめ、そのまま本格的な退却に移行した。この時イギリス軍は強力に攻められながらも戦列を維持し、膨大な数の死傷者をその場に残しながらも秩序を保って退却した。カンバーランドは退却の際も相変わらず兵士達に混ざって危険に身を曝していた。フランス軍の包囲から抜け出たイギリス軍はそのまま戦場からの離脱を目指し、オランダ軍、オーストリア軍も同様に撤退した。午後2時半頃、イギリス軍は戦場を離脱したが、まもなくさすがのイギリス軍も統制を失い、軍は敗走の態となった。

## 結果

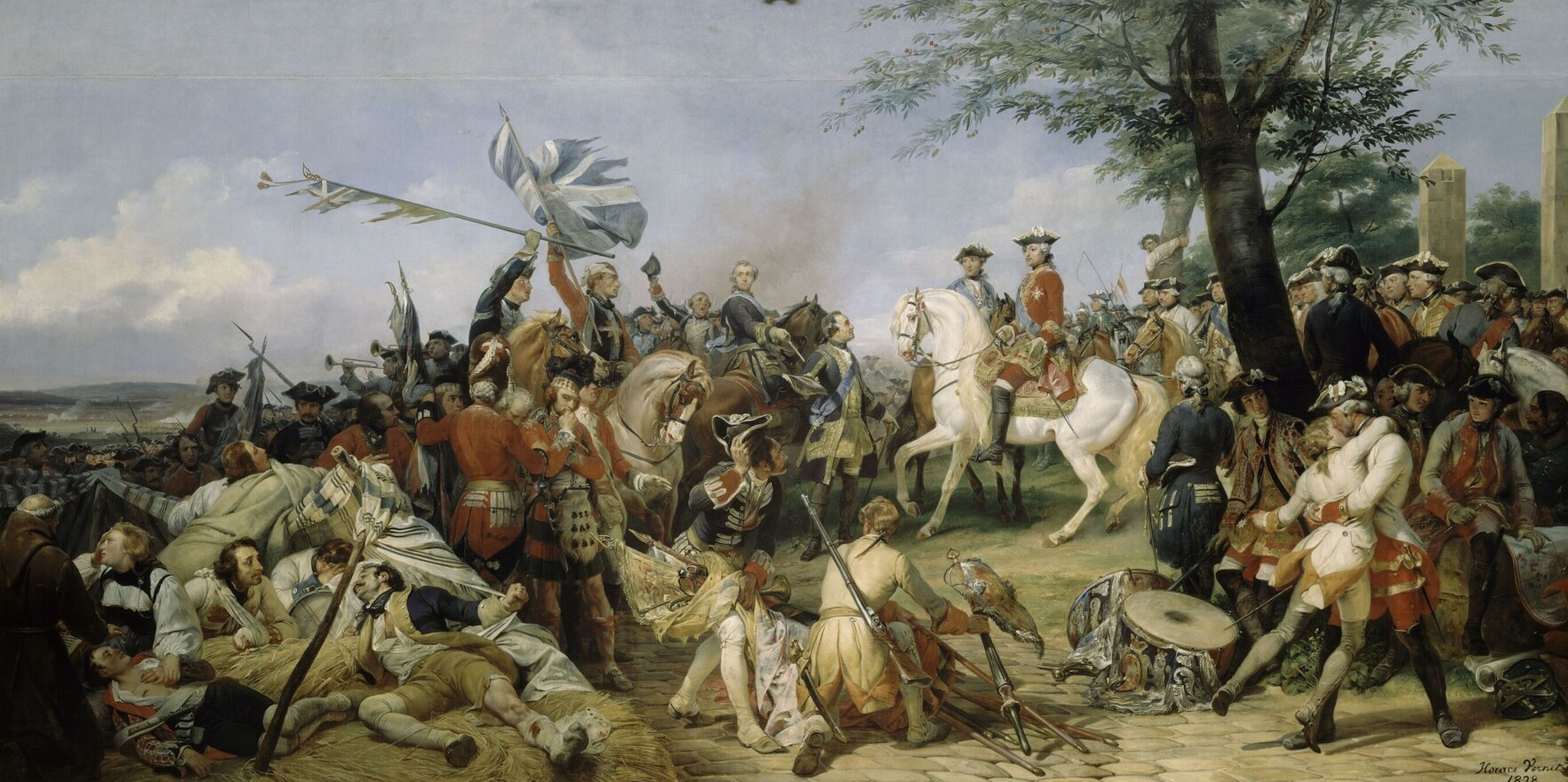
勝利を祝うフランス軍将兵と国王、およびサックス。騎乗の兵が獲得した軍旗を掲げ、その横に赤服の捕虜たちがいる。オラース・ヴェルネ画。

会戦に勝利した後、フランス軍は本格的な追撃を仕掛けられなかった。後方に待機したままになっていたイギリス軍の騎兵が味方の撤退を良く援護したのと、フランス軍が戦闘によって酷く消耗していたためだった。このためカンバーランドは少数の落伍兵を敵に委ねただけでアトまで退くことができたが、それにしても大敗には違いなかった。連合軍は安全な地域まで後退してこの年一杯積極的な行動に出られず、敵の作戦が進行していくのをただ見守った。
会戦に勝利したフランス軍はトゥルネーを占領、さらにここから北に西に次々と重要な街を落として国の威信を回復した。1745年の戦役が終わるまでにフランス軍はスヘルデ川下流のアウデナールデ、更に下ってヘント、東に転じてデンデルモンデ、西では要港のオーステンデとニーウポルト、さらに加えてアトまでも占領し、サックスは戦役の目標であったフランドルの制圧をほぼ達成した。イギリス軍がジャコバイト上陸によって軍を急遽帰国させねばならなかったため、翌年以後もフランス軍は優位に立って行動し、サックスはいくつもの勝利を重ねてフランス大元帥の6人の中に名を連ねることになる。
ヴォルテールはこの勝利を記念して『フォントノワの戦い』と題した詩をつくり、大いに人気を博した。愛人問題で国民から疑いをもたれるようになっていた国王も評判を回復したが、その当人は戦いのあと死にゆく兵士を見舞いながら王太子に「息子よ、勝利の代償を見よ。我々の敵の血もまた人の血だ。真の栄光はこれを救うことにある」と言って喜ぶ風でもなかった。「フランスの王で彼よりも戦争を好まなかった者はなかった」とグーチは記す。そして、国王は戦場からポンパドゥール夫人にせっせと手紙を書いていた。

## ヴォルテールと啓蒙の騎士たち

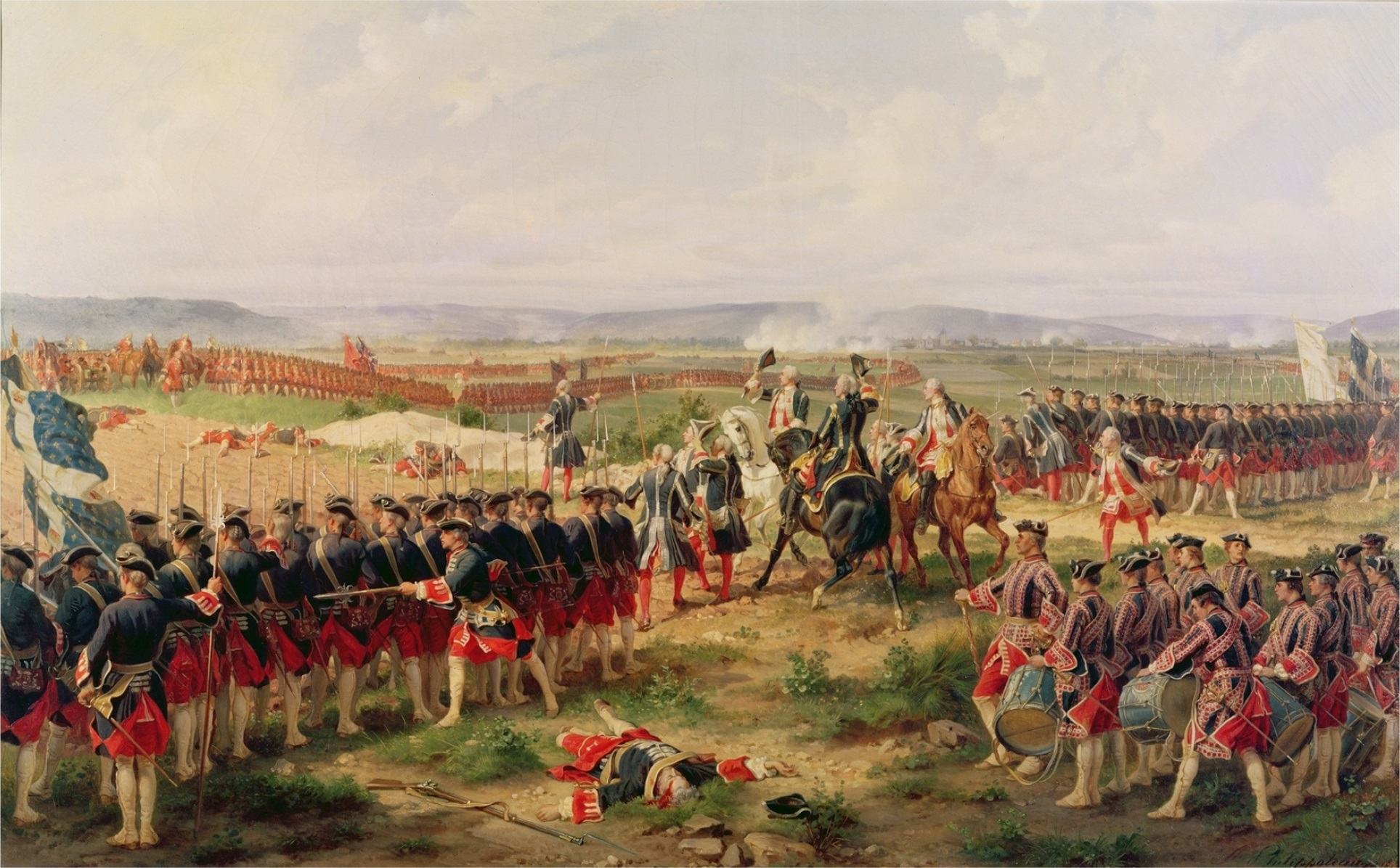
この戦いの著名な場面。手前がフランス近衛連隊、奥がイギリス近衛歩兵第一連隊。徒歩立ちでお互い一歩前に進み出ているのがヘイとダントロッシュ。アンリ・フェリクス・エマニュエル・フィリッポトー画。

フランス連隊とスイス連隊の2つの近衛連隊は多数の死傷者を出し、フランス連隊の将校19名が倒れ、兵95名が戦死、285名が負傷。スイス連隊は将校11名が撃たれ、兵の戦死64名、負傷145名とヴォルテールは具体的な数字を挙げている。
フォントノワの戦いは18世紀のフランスにとって最も栄光に包まれた戦いであり、アンシャン・レジームの晩年の華であった。数多いこの戦いのエピソードの中でもひときわ注目され、人々の記憶に長く残ったのはなんといってもヴォルテールが描写した、両国の近衛部隊が戦闘を交わした際のやり取り、チャールズ・ヘイとダントロッシュの発砲の譲り合いである。上の抜粋は『1741年戦争史』によるが、『ルイ15世の世紀』でも書かれていることは概ね同じである。
しかし、これは必ずしも史実とは見なされておらず、また異説が多い。時代が下って代わりに有力と見なされるようになったのはヘイがこの戦いののちに兄に書き送った手紙に基づく説で、それは次のようであった。ヘイは敵前に達すると前に進み出て、帽子を取って挨拶した。次に彼は水筒を取りだすと、フランス兵の健康を祝って、と言って呷って見せ、そして叫んだ。「我々はイギリス近衛兵である。我々が追いつくまで諸君らはその場に踏み止まって欲しい。デッティンゲンでマイン川を泳いだみたいに、スヘルデ川を泳いでくれるな！」言い終わると彼は兵に向き直って彼らに万歳三唱をさせた。フランス側はヘイの挑発に驚きつつも、ビロン以下、将校は挨拶を返し、対抗してフランス兵も万歳を唱えた。そしてフランス軍から先に発砲した。
他にもいろいろ細部の異なる説があるのであるが、実際のところ、これらのやり取りは全てが創作だったのではないかと考えられている。Starkeyは、両軍の将校が挨拶を交わしたという話からしてフィクションであろうとし、ヴォルテールが記した戦いは考証に忠実だがロマンティシズム豊かな表現をされている戦争絵画のごときもので、そしてそこからは、クラウゼヴィッツが戦争の摩擦と表現したところから生じていたであろう混乱や状況の不確かさは取り除かれているのだと説く。
「この戦いは、サックスのそれであるのと同じぐらい、ヴォルテールの戦いであった」とStarkeyは書いた。ヴォルテールはリシュリューを筆頭として将官連に知人が多く、いくらでも情報を得ることができたが、また彼らの歓心を買うことにも努めていた。宮廷に対しても同様であった。そしてヴォルテールは商売感覚が鋭く、勝利に沸き、ニュースに飢えた世間の空気を知っていた。戦勝が伝わるや否や彼は詩を書きあげ、5月17日には出版に漕ぎつけている。詩は短期間のうちに、当時としては驚くべき、2万部を売り上げた。ヴォルテールは詩の中で国王の偉大さを大いにアピールするとともに、知己の名前を巧みに編み込んでいた。
Starkeyは、ヴォルテールは明らかな意図と隠れた彼の世界観を持って、現実に存在したのとは別の戦いを歴史的記憶として作り上げたのだと言う。その意図は、名誉の体現者として国王を礼賛し、読者に国王と王朝に対する尊敬の念を呼び起こすことである。そしてヴォルテールのかねてよりの啓蒙の世界観が、読者に、名誉に基づき、忠誠心に励まされて行われる、文明化された理想上の戦争を提示してみせる。「それはひと言で言えば、『啓蒙の騎士たち』（enlightened knights）の戦いであった」
ヴォルテールの虚実織り交ぜた描写によってフォントノワは不滅の戦いとなった。常備軍化により兵が良く統制されるようになったが、一方で将校は国境にかかわらずヨーロッパで一つの共通した文化世界に生きる貴族であり続け、ナショナリズムが希薄で、騎士道が価値を保つと同時に啓蒙思想特有の理性礼賛の雰囲気が充満する時代。後の人はこの時代のこのような文化を持つ戦争をレースウォーズ（lace wars）と呼ぶ。これは当時将校の首回りがレースで飾られていたことによるが、しかし忘れてはならないのは、この時代の戦争といえども「戦闘は、繊細な刺繍のようにはまったく行われずその反対に、フォントノワの戦いがそうであったように、しばしば非常に血なまぐさいものだった」ということである。
逸話の真偽はともかく、この戦いは当時の戦争がどのようなものであったのかを示す好例として語られる。だがいつもこのように戦っていたというのは間違いで、同じ時期のシュレージエンやベーメンでは、オーストリアは軍政国境地帯の軽歩兵を投入してプロイセン相手にゲリラ戦と呼んで差支えない戦闘を行っていた。半島戦争でゲリラ戦の悲惨を体験したナポレオン時代の軍人で軍事学者であるジョミニはその著書『戦争概論』でこの戦いを引き合いに出している。

## 参考資料
- G.P.グーチ著、林健太郎訳『ルイ十五世 ブルボン王朝の衰亡』中央公論社、1994年。ISBN 4120023931
- アントワーヌ＝アンリ・ジョミニ著、佐藤徳太郎訳『戦争概論』中公文庫、2001年。ISBN 412203955X
- ナンシー・ミットフォード著、柴田都志子訳『ポンパドゥール侯爵夫人』東京書籍、2003年。ISBN 448779739X
- 林健太郎、堀米庸三編『世界の戦史6 ルイ十四世とフリードリヒ大王』人物往来社、1966年。
- 有坂純著「歴史の名画を読む フォントノワの戦い」『歴史群像』N0.90、学習研究社、2008年。
- Browning, Reed. The War of the Austrian Succession, （New York, St Martin's Press, 1993）
- Chandler, David. The Art of Warfare in the Age of Marlborough, （UK, SPELLMOUNT, 1990）
- Gandilhon, Denis. FONTENOY MEN and BATTLES No.4, （Paris, Histoire & Collections, 2008）
- Starkey, Armstrong. War in the Age of Enlightenment 1700 - 1789, （London, PRAEGER, 2003）
- Voltaire, The Works of M. de Voltaire: The history of the war of 1741 Volume 19 of The Works of M. de Voltaire, （1762, Digitized Aug 22, 2007）
- Voltaire, Works, Volume 37 THE AGE OF LOUIS XV VOL.1, （1774, Digitized Dec 8, 2005）
- BritishBattles.com The Battle of Fontenoy 1745
- en:Battle of Fontenoy (16:52, 16 October 2009)